# Peleteria cornuta
Peleteria cornuta là một loài ruồi trong họ Tachinidae.